# Оссовиці
Оссовиці (пол. Ossowice) — село в Польщі, у гміні Цельондз Равського повіту Лодзинського воєводства.
Населення — 339 осіб (2011).
У 1975-1998 роках село належало до Скерневицького воєводства.

## Демографія
Демографічна структура станом на 31 березня 2011 року:
|          | Загалом | Допрацездатний вік | Працездатний вік | Постпрацездатний вік |
| -------- | ------- | ------------------ | ---------------- | -------------------- |
| Чоловіки | 177     | 37                 | 120              | 20                   |
| Жінки    | 162     | 18                 | 101              | 43                   |
| Разом    | 339     | 55                 | 221              | 63                   |